# Lista de vereadores de Italva
Esta é a lista de vereadores de Italva, município brasileiro do estado do Rio de Janeiro.
A Câmara Municipal de Italva, é formada por nove representantes.

## 10ª Legislatura (2021–2024)
Estes são os vereadores eleitos nas eleições de 15 de novembro de 2020, pelo período de 1° de janeiro de 2021 a 31 de dezembro de 2024:
| Mesa Diretora (2021-2022)            |                       |                        |                              |
| Nome                                 | Início do mandato     | Fim do mandato         | Cargo                        |
| Joel Carlos Ferraz de Oliveira (PSC) | 1º de janeiro de 2021 | 31 de dezembro de 2022 | Presidente da Câmara         |
| Paulo Fernandes Rodrigues (PP)       | 1º de janeiro de 2021 | 31 de dezembro de 2022 | 1º Vice-presidente da Câmara |
| Wedsom Gonçalves Amaral (PSC)        | 1º de janeiro de 2021 | 31 de dezembro de 2022 | 2º Vice-presidente da Câmara |
| Claudioney Araújo de Mesquita (PL)   | 1º de janeiro de 2021 | 31 de dezembro de 2022 | 1º Secretário                |
| Eli Silveira Marinho (PL)            | 1º de janeiro de 2021 | 31 de dezembro de 2022 | 2º Secretário                |

|   | Nome                                                                                   | Partido                                | Votos | %    | Observações |
| - | -------------------------------------------------------------------------------------- | -------------------------------------- | ----- | ---- | ----------- |
| 1 | Wedson Gonçalves Amaral, Dinho Fagundes (Italva, 13.11.1971–)                          | Partido Social Cristão (PSC)           | 697   | 7,85 | 1º mandato  |
| 2 | Paulo Fernandes Rodrigues, Fernando Pintor (Itaperuna, 13.07.1962–)                    | Progressistas (PP)                     | 516   | 5,81 | 1º mandato  |
| 3 | Victor Luís Mota Romão (Italva, 15.07.1991–)                                           | Movimento Democrático Brasileiro (MDB) | 424   | 4,77 | 1º mandato  |
| 4 | Joel Carlos Ferraz de Oliveira, Joel Enfermeiro (2021-2022) (São Fidélis, 12.05.1983–) | Partido Social Cristão (PSC)           | 378   | 4,26 | 2º mandato  |
| 5 | Antonio Elias Figueiredo Ancelmé (Itaperuna, 24.02.1986–)                              | Partido Social Cristão (PSC)           | 340   | 3,83 | 2º mandato  |
| 6 | Eli Silveira Marinho, Elizinho Marinho (Italva, 19.09.1975–)                           | Partido Liberal (PL)                   | 324   | 3,65 | 1º mandato  |
| 7 | Claudioney de Araújo Mesquita (Italva, 26.12.1985–)                                    | Partido Liberal (PL)                   | 323   | 3,64 | 1º mandato  |
| 8 | Anivaldo dos Santos Andrade, Binho da Água (Cambuci, 06.01.1973–)                      | Patriota (PATRI)                       | 262   | 2,95 | 2º mandato  |
| 9 | Arthur Rodrigues, Arthur Moreno (Porciúncula, 23.04.1979–)                             | Partido Liberal (PL)                   | 238   | 2,68 | 1º mandato  |

## 9ª Legislatura (2017–2020)
Estes são os vereadores eleitos nas eleições de 2 de outubro de 2016, pelo período de 1° de janeiro de 2017 a 31 de dezembro de 2020:
|   | Nome                                                                       | Partido                                | Votos | %    | Observações |
| - | -------------------------------------------------------------------------- | -------------------------------------- | ----- | ---- | ----------- |
| 1 | Alcirley de Campos Lima (2019-2020) (Italva, 21.06.1963–)                  | Partido Republicano Progressista (PRP) | 496   | 5,48 | 1º mandato  |
| 2 | Gerlindo dos Santos Faria, Motoka (Italva, 13.01.1979–)                    | Partido Progressista (PP)              | 496   | 5,48 | 1º mandato  |
| 3 | Wilson Nogueira (Italva, 27.09.1944–)                                      | Solidariedade (SD)                     | 444   | 4,91 | 1º mandato  |
| 4 | Antonio Elias Figueiredo Ancelmé (Itaperuna, 24.02.1986–)                  | Partido Social Cristão (PSC)           | 381   | 4,21 | 1º mandato  |
| 5 | Claudinei de Souza Melo (2017-2018) (São Fidélis, 13.05.1988–)             | Partido Progressista (PP)              | 356   | 3,94 | 1º mandato  |
| 6 | Joel Carlos Ferraz de Oliveira, Joel Enfermeiro (São Fidélis, 12.05.1983–) | Partido Democrático Trabalhista (PDT)  | 331   | 3,66 | 1º mandato  |
| 7 | Anivaldo dos Santos Andrade, Binho da Água (Cambuci, 06.01.1973–)          | Partido Trabalhista do Brasil (PTdoB)  | 281   | 3,11 | 1º mandato  |
| 8 | José Nilton da Silva Santos, Zeca do Esporte (Italva, 06.12.1968–)         | Partido Comunista do Brasil (PCdoB)    | 270   | 2,99 | 1º mandato  |
| 9 | Jocimar Machado Soares, Fio (Italva, 22.10.1961–)                          | Partido Socialista Brasileiro (PSB)    | 242   | 2,68 | 1º mandato  |

## Legenda
| Cor  | Significado          |
| Bege | Presidente da Câmara |
| Azul | Suplente             |